# محمداسماعیل رضوانی
محمد اسماعیل رضوانی (۱۰ اردیبهشت ۱۳۰۰ – ۵ فروردین ۱۳۷۵) پژوهشگر برجسته تاریخ و استاد دانشگاه تهران بود. از وی به عنوان پدر  تاریخ مطبوعات و تاریخ معاصر ایران یاد می شود.

## زندگینامه
محمد اسماعیل رضوانی، در روستای خراشاد (۲۴ کیلومتری جنوب شرقی بیرجند) به دنیا آمد. وی از شش سالگی به مکتب رفت و قرآن را فرا گرفت و پس از آن، اولین کتابی که خواندنش را شروع کرد، نصاب الصبیان اثر ابونصر فراهی بود.
دکتر محمد اسماعیل رضوانی در مصاحبه‌اش در سال ۱۳۶۷ با مجله کیهان فرهنگی می‌گوید: «... من در سال ۱۳۰۰ شمسی متولد شدم. زادگاهم قریه‌ای است به نام خراشاد در ۲۴ کیلومتری جنوب شرقی بیرجند؛ خراشاد گویش دیگری است از کلمه خورشید، که من آن را در الاتنبیه و الاشراف پیدا کردم. در جایی که اقالیم سبعه را تقسیم می‌کنند به سیارات سبعه می‌گویند: الاقلیم رابع للشمس و هو بالفارسیه خرشاد. پدرم در آنجا روحانی و بزرگ محل بود. من هم طبق معمول آن زمان به مکتب می‌رفتم..»
در سن هشت سالگی پدر خانواده، رضوانی را نزد یکی از اقوام در بیرجند فرستاد تا در مدرسه طلاب شوکتیه که مدیریت آن با روحانی نامدار آن منطقه یعنی آقا شیخ محمد رضا سرچاهی بود، مشغول به تحصیل شود. مدتی از این موضوع گذشت تا اینکه در پی تأسیس مدارس به سبک جدید، تحت عنوان تدین با مدیریت فاضلی، مسیر زندگی استاد به کلی تغییر کرد.
پس از آن آثاری چون امثله و شرح امثله را آموخت و در همین دوران مسیر زندگی‌اش، به لطف معلم دبستان تدین تغییر کرد و وارد مدرسه عمومی شد و علوم متداول و جدید را نیز فرا گرفت. وی در سال ۱۳۲۲ با اخذ مدرک دیپلم از دبیرستان فارغ‌التحصیل شد و بلافاصله به خدمت وزارت فرهنگ در آمد و تدریس در دبستان و پس از آن تدریس در دبیرستان را آغاز کرد.
استاد رضوانی بعد از مدتی تدریس در زادگاه خود، به تهران منتقل گردید و ضمن تدریس در دبیرستان فرخی، توانست در سال ۱۳۲۸، تحصیل در دوره کارشناسی رشته تاریخ و جغرافی دردانشسرای عالی را آغاز نماید. وی در سال ۱۳۳۵ مقطع کارشناسی ارشد را نیز سپری نمود و سرانجام در ۱۳۴۲ موفق به دریافت دکترا رشته تاریخ از دانشگاه تهران گردید.
وی مدت‌ها در دانشگاه ملی و دانشگاه تهران به تدریس مشغول بود و پس از آنکه به درخواست خود در سال ۱۳۵۸ بازنشسته شد، تا پایان عمر به تحقیق و پژوهش در زمینه تاریخ ایران پرداخت.
رضوانی ستونی محکم برای رشته تاریخ ایران محسوب می‌شود و بدین سبب پدر علم تاریخ معاصر ایران نام گرفت. از وی همچنین به عنوان پدر تاریخ مطبوعات ایران نام برده می‌شود.
محمد اسماعیل رضوانی سرانجام در ۵ فروردین ۱۳۷۵ در تهران درگذشت.

## والدین و انساب
وی در خانواده‌ای روحانی دیده به جهان گشود. اجداد پدری وی، عبارت بودند از شیخ جعفر، آخوند ملا محمد علی خراشادی، آخوند ملا اسماعیل و سرکار آقا (از علمای منطقه خراسان در عهد صفویه)، نسل اندر نسل در امور دینی و علمی منطقه قهستان از سرآمدان روزگار بودند. مادرش فاطمه نام داشت و جد مادریش ملا حسن یزدی بود.

## خاطرات و وقایع تحصیل
استاد رضوانی مربوط به تحصیل در مرحله دکترا و رساله مربوط به این دوره بود که تحول عظیمی در وی به وجود آورد، او در این باره چنین می‌گوید: " موضوع تز من دربارهٔ علل انقلاب مشروطیت بود که این موضوع در وضع من خیلی اثر گذاشت. استاد راهنمای من، شخصی بود سختگیر به نام ‌دکتر بینا و بنده موظف بودم هر هفته صبح جمعه، ساعت ۸ به منزل ایشان بروم. یک روز ایشان به من گفتند تو اگر می‌خواهی علل انقلاب مشروطیت را بنویسی، باید جراید آن دوره را مطالعه کنی. این حرف خیلی مرا مأیوس کرد، چون فکر می‌کردم، پیداکردن روزنامه‌هایی که ۷۰ سا ل قبل منتشر می‌شده، امکان ندارد، ولی وقتی به بازار رفتم، دیدم بسیاری از آنها پیدا می‌شود.
اولین خرید من هم یک سال روزنامه اختر بود به بهای ۲۰ تومان و بعد صوراسرافیل را خریدم و خلاصه طوری شد که موضوع تز را فراموش کردم و شروع کردم به خرید و مطالعه روزنامه‌های آن دوره و بالاخره ضمن اینکه تزم را موفقیت گذراندم، صاحب مجموعه‌ای ارزشمند از جراید دوره قاجار شدم."

## فعالیتهای ضمن تحصیل
استاد رضوانی پس از گرفتن دیپلم بلافاصله به خدمت وزارت فرهنگ در آمد و به سمت مدیر دبستان محل خود، خراشاد، منصوب شد. بعد از سه سال، بیرجند به دبیر احتیاج پیدا کرد و تصمیم گرفته شد که از دیپلمه‌های با سواد استفاده کنند، لذا وی را به ‌دبیرستان شوکتی بیرجند فرستادند. استاد سه سال در آنجا ماند تا اینکه به فکر ادامه تحصیل افتاد. بدین خاطر تقاضای انتقال به تهران را کرد که با انتقال او موافقت شد.
استاد در تهران ضمن ارتقاء سطح علمی و ادامه تحصیل، در دبیرستان فرخی تدریس می‌نمود که با اخذ درجه دکتری، در دانشکده ادبیات دانشگاه تهران، تربیت معلم، دانشگاه شهید بهشتی، دانشگاه الزهرا، تربیت مدرس و بنیاد فرهنگ و دانشگاه آزاد اسلامی ساعاتی را به تدریس مشغول بود.

## استادان و مربیان
استادانی که محمد اسماعیل رضوانی قبل از تحصیل در دانشگاه و در طی تحصیل در دانشگاه از آنان بهره برده بود عبارتند از آقا شیخ محمدرضا سرچاهی، فاضلی، سیدعبدالحسین آیتی، تهامی، سیدمحمد فرزان بیرجندی، دکتر بینا، نصرالله فلسفی، علی اصغر شمیم، ابراهیم پورداود، دکتر محمدحسن گنجی، سعید نفیسی، عباس اقبال و دکتر بهمنش.

## مشاغل و سمت‌ها
دکتر رضوانی پس از اخذ مدرک دیپلم در سال ۱۳۲۲ به خدمت وزارت فرهنگ در آمد و مدیر دبستان زادگاه خویش شد. وی در خلال سال‌ها تحقیق و تدریس، چند صباحی نیز به کارهای اجرایی پرداخت، از جمله مدت سه سال رئیس بازرسی تعلیمات متوسطه تهران و معاون بازرسی فرهنگ استان تهران و نیز مسئول برگزاری امتحانات نهایی دبیرستان‌های استان مرکزی شد. وی همچنین مدت دو سال به اداره دبیرخانه دانشگاه شهید بهشتی (دانشگاه ملی ایران) پرداخت و مدت سه سال نیز در سمت معاونت آموزشی دانشکده ادبیات دانشگاه تهران مشغول به کار شد.
استاد رضوانی فعالیت‌های اجرایی را به این انگیزه پذیرفت که معتقد بود هر استاد یا هر تحقیقی باید چند صباحی با پذیرفتن مسئولیت‌های اجرایی، با جامعه و رازهای درون آن و بند و بستهای و پیوندها و نیرنگهایی که در جامعه در جریان است آشنا شود، در آن صورت است که در تحقیقات علمی و کرسی تدریس، فکری بارزتر و اندیشه‌های روشنتر و وجودی مفیدتری خواهد داشت. او معتقد بود دنیای کتاب با دنیای واقعی که جامعه در آن در تکاپو است، متفاوت است و محقق باید با هر دو دنیا عمیقاً آشنا شود.
از جمله مسئولیت‌های علمی او، مشاورت عالی پژوهشکده اسناد سازمان ملی ایران، مشاورت مؤسسه پژوهش و مطالعات فرهنگی، مدیریت گروه تاریخ بنیاد دائرةالمعارف اسلامی، عضویت در شوراها و هیئت‌های مختلف از جمله شورای میراث مکتوب کتابخانه ملی ایران و هیئت داوران جشنواره مطبوعات (دوره اول و دوم) بود.

## فعالیت‌های فرهنگی
دکتر رضوانی علاوه بر کار تدریس و سمت‌هایی که داشته‌است، با مطبوعات زمان خود همکاری می‌نمود که از جمله وقایع اتفاقیه، ایران، دانش، مدرسه دارالفنون تبریز، روزنامه ملتی، یغما، راهنمای کتاب، کیهان، سالنامه کشور ایران، دانشکده ادبیات، بررسی‌های تاریخی، تاریخ و فرهنگ ایران، تحقیقات روزنامه نگاری، جامعه نوین، تاریخ، آینده، خواندنی‌های تاریخی، بندر و دریا، خواندنی‌های قرن، کلک، پیام کتابخانه، گنجینه اسناد، تحصیل، تاریخ معاصر ایران، کیهان فرهنگی و تحقیقات اسلامی می‌باشد. او همچنین در چندین همایش و کنگره در داخل و خارج از ایران، چین، تایلند، انگلستان، پاکستان، ترکیه و... شرکت کرد.

## زندگی خصوصی
وی در سال ۱۳۳۰ با دختر عمه خویش ازدواج کرد. ثمره این ازدواج، چهار فرزند به نام‌های محمد حسن، هما، نرگس و همایون بود که همگی این فرزندان به ویژه دختر بزرگش هما رضوانی که راه پدر را ادامه دادند، به مدارج علمی دانشگاهی دست یافتند.

## درگذشت
وی در ۵ فروردین ۱۳۷۵ همزمان با فرارسیدن بهار، به سبب ابتلا به سرطان مری، درگذشت و در قطعه ۸۸ بهشت زهرا تهران به خاک سپرده شد.

## آثار
مهم‌ترین تألیفات و مقالات محمد اسماعیل رضوانی عبارتند از:
1. زمینی که روی آن زندگی می‌کنیم، تهران: سازمان چاپ کیهان (به کمک مؤسسة یونسکو)، ۱۳۴۱.
2. انقلاب مشروطیت ایران، تهران: مؤسسة انتشارات فرانکلین، چاپ اول ۱۳۴۵، چاپ سوم، ۱۳۵۶.
3. اعلان‌ها و اعلامیه‌های دورة قاجار، تهران: ضمین مجله بررسی‌های تاریخی، ۱۳۴۹.
4. تبلیغات نامه تنسر با همکاری مجتبی مینوی، تهران: خوارزمی، چاپ اول ۱۳۵۱، چاپ دوم ۱۳۵۴.
5. تصحیح تاریخ منتظم ناصری در سه جلد، تهران: دنیای کتاب، ۱۳۴۷.
6. سفرنامه ظهیرالدوله همراه مظفرالدین شاه به فرنگستان تهران: کتابخانه مستوفی ۱۳۷۱
7. روزنامه خاطرات ناصرالدین شاه در سفر سوم فرنگستان (با همکاری فاطمه قاصیها)، در سه جلد، تهران: سازمان اسناد ملی ایران، ۳–۱۳۷۱.
8. عالم آرای عباسی، در سه جلد، تهران: دنیای کتاب، ۱۳۷۷.
9. یادداشت‌های امین‌الدوله (زیر چاپ)
10. مجموعه مقالات علمی ایشان که به بیش از ۶۱ مقاله می‌رسد، در دست چاپ است.

استاد رضوانی افزون بر کتاب‌های یاد شده، چند جلد کتاب درسی تألیف کرده‌اند. از جمله:
یک دوره تاریخ و جغرافیا و تعلیمات اجتماعی دبیرستان و یک دورهٔ کامل تاریخ و جغرافیا برای دانشسرای مقدماتی و کلاس‌های تربیتی، آمورش و پرورش و نیز کتاب درسی تاریخ سیاسی ایران برای دانشجویان دانشکده افسری.